# Distinguished Flying Cross (Vereinigte Staaten)

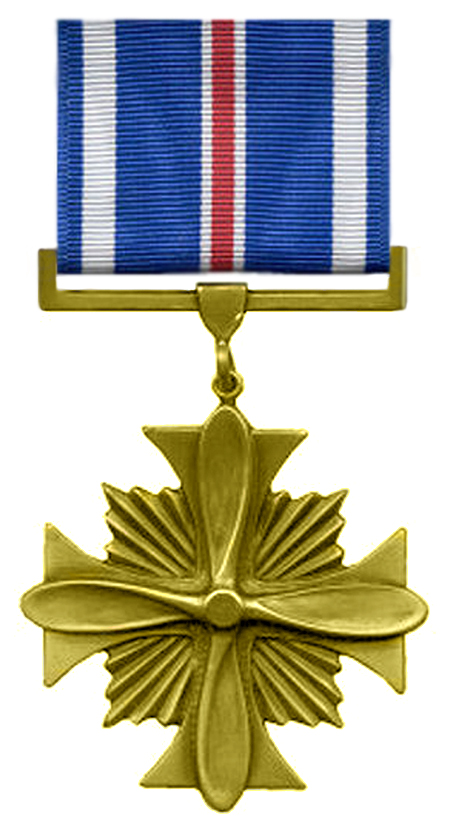
Distinguished Flying Cross der Vereinigten Staaten

Das Distinguished Flying Cross (deutsch etwa: „Kreuz für hervorragendes Fliegen“) ist eine US-amerikanische Auszeichnung, die wegen heldenhafter und außergewöhnlicher Leistungen während eines Fluges vergeben wird.
Es wurde am 2. Juli 1926 vom Kongress der Vereinigten Staaten gestiftet und erstmals am 2. Mai 1927 von Präsident Calvin Coolidge an zehn Flugzeugführer vergeben. Charles Lindbergh erhielt das Distinguished Flying Cross am 11. Juni 1927 nach seinem Transatlantikflug. Die Auszeichnung wurde auch rückwirkend für Ereignisse bis zum Ersten Weltkrieg vergeben.
Mehrfachauszeichnungen des Distinguished Flying Cross werden bei der United States Air Force mit bronzenem oder silbernem Eichenlaub, bei der United States Navy und beim United States Marine Corps sowie bei der United States Coast Guard mit goldenem oder silbernem Award Star dargestellt.
Die Auszeichnung kann mit den Emblemen „V“ (Valor, übersetzt Tapferkeit) für besonders heroische Taten und „C“ (Combat, übersetzt Kampf) für Leistungen unter Kampfbedingungen in einem Kriegsgebiet ergänzt werden, wie auch andere Auszeichnungen der US-Streitkräfte.
Mit 13 Mal wurde die Auszeichnung an Colonel Gabby Gabreski am häufigsten verliehen.
In der Order of Precedence rangiert das Distinguished Flying Cross unter der Legion of Merit und über den Medaillen Soldier’s Medal, Navy and Marine Corps Medal, Airman’s Medal und Coast Guard Medal der Teilstreitkräfte.

## Bekannte Träger
Siehe: Träger des Distinguished Flying Cross (Vereinigte Staaten)